# Imposto sobre o Rendimento de Pessoas Coletivas
O imposto sobre o rendimento das pessoas colectivas (IRC) é um imposto aplicado ao rendimento das empresas em Portugal.

## Incidência
O IRC incide sobre os rendimentos obtidos, pelos sujeitos passivos abaixo referidos, durante o período de tributação, mesmo que sejam provenientes de atos ilícitos.
Nos termos do Código do IRC, são sujeitos passivos deste imposto as sociedades comerciais ou civis sob forma comercial, as cooperativas, as empresas públicas e as demais pessoas colectivas de direito público ou privado, com sede ou direcção efectiva em território português, bem como as entidades desprovidas de personalidade jurídica, com sede ou direcção efectiva em território português, cujos rendimentos não sejam tributáveis em imposto sobre o rendimento das pessoas singulares (“IRS”) ou em IRC directamente na titularidade de pessoas singulares ou colectivas.
De acordo com o Código do IRC, no que respeita aos sujeitos passivos residentes, i.e. aqueles que tenham sede ou direcção efectiva em território nacional, o IRC incide sobre a totalidade dos seus rendimentos, incluindo os obtidos fora do território nacional (worldwide income principle). Por outro lado, os sujeitos passivos não residentes, apenas serão sujeitos a tributação em Portugal relativamente aos rendimentos de fonte Portuguesa (i.e. relativamente aos rendimentos obtidos em Portugal).

## Isenções
O Código do IRC prevê algumas isenções, aplicáveis, nomeadamente, aos rendimentos obtidos pelo Estado, regiões autónomas, autarquias locais, instituições de segurança social e aos rendimentos directamente derivados do exercício de actividades culturais, recreativas e desportivas.

## Base tributável
A matéria colectável obtém-se, nos termos do Código do IRC, art. 15.º, no caso de entidades que exerçam, a título principal, uma actividade de natureza comercial, industrial ou agrícola, pela dedução ao lucro tributável, de montantes correspondentes a prejuízos fiscais e benefícios fiscais que possam consistir em deduções ao lucro tributável. No caso das restantes entidades residentes, a matéria colectável obtém-se pela dedução ao rendimento global de gastos comuns e outros imputáveis aos rendimentos sujeitos a imposto e não isentos, e de benefícios fiscais eventualmente existentes que consistam em deduções naquele rendimento.
O lucro tributável das entidades que exerçam, a título principal, uma actividade de natureza comercial, industrial ou agrícola é constituído pela soma algébrica do resultado líquido do período e das variações patrimoniais positivas e negativas verificadas no mesmo período e não reflectidas naquele resultado, determinados com base na contabilidade (CIRC, 17º). No caso das entidades que não exerçam, a título principal, uma actividade de natureza comercial, industrial ou agrícola o rendimento global é formado pela soma algébrica dos rendimentos líquidos das várias categorias determinados nos termos do IRS, incluindo os incrementos patrimoniais obtidos a título gratuito (IRC, 53º).

## Taxas
A taxa geral do IRC para o ano de 2024 é de 21%, à qual poderá ainda acrescer a derrama estadual e a derrama municipal.

## Correcções para efeitos da determinação da matéria colectável
O Código do IRC prevê alguns regimes que impõem correcções para efeitos da determinação da matéria tributável, de entre os quais salientamos os seguintes:

### Preços de transferência
O regime dos preços de transferência [1] impõe que os termos ou condições contratados, aceites e praticados nas operações comerciais e nas operações financeiras entre entidades relacionadas (residentes ou não residentes) devam ser substancialmente idênticos aos que seriam contratados, aceites e praticados em operações comparáveis entre entidades independentes em condições de mercado.
Considera-se, em termos gerais, que existem relações especiais entre duas empresas quando uma das entidades é capaz de influenciar significativamente a gestão da outra entidade.

### Subcapitalização
Nas situações em que existe um endividamento excessivo de um sujeito passivo de IRC para com uma entidade com a qual mantém relações especiais, não residente em Portugal ou em qualquer outro Estado-membro da UE, os juros suportados relativos à parte considerada em excesso não são dedutíveis no que diz respeito à determinação do lucro tributável.
O endividamento diz-se excessivo quando for superior ao dobro do valor da correspondente participação no capital próprio do sujeito passivo [2].

### Pagamentos a entidades não residentes sujeitas a um regime fiscal privilegiado
De acordo com este regime, as importâncias pagas ou devidas por um sujeito passivo a pessoas singulares ou colectivas residentes fora do território português e aí submetidas a um regime fiscal claramente mais favorável não são dedutíveis para efeitos de determinação do lucro tributável.
Para que o referido regime não seja aplicado, o sujeito passivo tem de provar que os pagamentos efectuados correspondem a operações efectivamente realizadas e que não têm um carácter anormal ou um montante exagerado [3].

### Imputação de rendimentos de entidades não residentes sujeitas a um regime fiscal privilegiado (Controlled Foreign Companies- CFC)
Através do regime dos CFCs [4], Portugal pretende tributar os lucros ou rendimentos obtidos por entidades não residentes e submetidos a um regime fiscal claramente mais favorável, através da sua imputação directa (sem necessidade de distribuição) aos sujeitos passivos de IRC residentes em território português que detenham, pelo menos 25 % das partes de capital, dos direitos de voto ou dos direitos sobre os rendimentos ou os elementos patrimoniais dessas entidades.
Considera-se que uma entidade está submetida a um regime fiscal mais favorável nos seguintes casos:
- quando o território de residência da mesma constar da lista aprovada por portaria do Ministro das Finanças [5];
- quando aquela não for tributada em imposto sobre o rendimento idêntico ou análogo ao IRC no país de residência;
- quando o imposto efectivamente pago seja igual ou inferior a 60% do IRC que seria devido se a sociedade fosse residente em território português.